# Салім бін Султан
Салім бін Султан (11 вересня 1790 — 4 квітня 1821) — співсултан Маскату в 1804—1806 роках.

## Життєпис
Походив з династії Бусаїдів. Старший син Султана бін Ахмеда. Народився 1790 року в Гвадарі (Мекран). 1792 року разом з батьком перебрався до Маскату, де Султан бін Ахмед захопив султанську владу. 1804 року разом з братом Саїдом призначається спадкоємцем при регентстві Мухаммеда ібн Насира аль-Джабрі. Того ж року загинув Султан, й брати стали новими султанами.
Невдовзі владу спробував захопити стрийко імамів — Каїс бін Ахмад, валі Сохару. Доволі швидко Маскат опинився в облозі. На допомогу прийшов Бадр бін Саїд, небіж Султана бін Ахмада. Каїс зазнав поразки й відступив до Сухару. Після цього Бадр став новим регентом. Останній вступив в союз з ваххабітами, знову визнавши зверхність Дірійського емірату. При цьому відправив Саліма до Аль-Масни, а його брата Саїда — до Барки. Але невдовзі Бадр намагався захопити трон, тоді 1806 року Саїд заманив Бадра бін Саїфа у пастку та вбив його. Регентшею стала старша сестра Аїша. Втім вже через декілька місяців Саїда було оголошено одноосібними султаном.
Деякий час був намісником Бахрейну. Відзначився у поході проти роду Аль-Касімі, правителів Рас-ель-Хайму, на знак помсти за вбивство батька. 1810 року очолив посольство до перського шаха Фатх-Алі щодо укладання союзу проти Дірійського емірату, але не досяг успіху, оскільки в цей час Персія вела війну з Російською імперією.
В останній 10 років створив гурток поетів, науковців, богословів, що вели диспути. Помер Салім 1821 року в Маскаті.

## Родина
- Мухаммед (1801—1869), вакіль Занзібару
- Хамад (1818 — д/н), намісник Аль-Масни
- Серхан
- Галія, дружина Тувайні бін Саїда, султана Маската і Оману